# Eudibamus
Eudibamus cursoris – wymarły gad okresu permskiego z rodziny Bolosauridae, żyjący około 290 mln lat temu na terenie dzisiejszych Niemiec. Był jednym z pierwszych znanych zwierząt chodzących na dwóch łapach.